# Bjerkandera
Bjerkandera là một chi nấm thuộc họ Meruliaceae.